# Vladimir Braun
Vladimir Alexandrovitch Braun (en russe : Влади́мир Алекса́ндрович Бра́ун), né le 1er janvier 1896 à Elisavetgrad et mort le 21 août 1957  à Kiev, est un réalisateur soviétique.

## Biographie
Vladimir Braun est issue d'une famille noble allemande établie en Russie au XVIIIe siècle, ses aïeux masculins étaient officiers dans la Flotte maritime militaire.
En 1915-1919, il fait les études à l'institut du commerce de Kiev, puis, jusqu'en 1923, se trouve enrôlé dans l'Armée rouge. Démobilisé, il est engagé comme assistant au studio cinématographique Kino-sever de Léningrad et suit une formation auprès d'Alexandre Ivanovski en 1924. En 1925-1935, il est assistant réalisateur des studios Lenfilm où le film maritime devient sa spécialité. À partir de 1945, Braun travaille  au Studio Dovjenko. Son film-catastrophe Jours de paix est récompensé par le prix Staline en 1952. 
Mort à Kiev, le cinéaste est enterré au cimetière Baïkov.

## Filmographie
- 1930 : Nos jeunes filles (ru) (Наши девушки, Nachi devouchki)
- 1932 : Un jeune homme des bords du Missouri (Парень с берегов Миссури, Paren s beregov Missouri)
- 1932 : Une brillante carrière (Блестящая карьера, Blestiachtchaïa kariera)
- 1934 : Les Matelots du roi (Королевские матросы, Korolevskie matrossy)
- 1935 : Le Trésor du bateau naufragé (ru) (Сокровище погибшего корабля, Sokrovichtche poguibchego korablia)
- 1939 : Les Marins (ru) (Моряки, Moriaki)
- 1941 : L'Aigle des mers (ru) (Морской ястреб, Morskoï iastreb)
- 1943 : Trois Gardes (Три гвардейца, Tri gvardeïtsa)
- 1943 : Perdu sans nouvelles (ru) (Пропавший без вести, Propavchi bez vesti)
- 1944 : Je suis un marin de la Mer Noire (ru) (Я — черноморец!, Ia — tchernomorets!)
- 1945 : Dans les eaux lointaines (ru) (В дальнем плавании, V dalnem plavanii)
- 1947 : Les Routes bleues (ru) (Голубые дороги, Goloubye dorogui)
- 1950 : Jours de paix (ru) (В мирные дни, V mirnye dni)
- 1952 : Maximka (Максимка, Maksimka)
- 1954 : Le Commandant du navire (ru) (Командир корабля, Komandir korablia)
- 1955 : Le Marin Tchijik (ru) (Матрос Чижик, Matros Tchijik)
- 1955 : La mer appelle (ru) (Море зовёт, More zoviot)
- 1957 : Malva (Мальва)[1],[2]